# Hiroshi Fushida
Hiroshi Fushida (鮒子田 寛, Fushida Hiroshi - Quioto, 10 de março de 1946) é um ex-piloto japonês de Fórmula 1, e o primeiro de seu país a correr na categoria, em 1975, pela equipe Maki. Não se classificou para 2 corridas naquele ano (Países Baixos e Grã-Bretanha; embora tivesse conquistado a vaga na etapa holandesa, ele não conseguiu largar). Correu também as 24 Horas de Le Mans em 1973, 1975 e 1981, também sem sucesso.

## Todos os Resultados na Fórmula 1
(legenda)
| Ano  | Equipe           | Chassis    | Motor       | 1   | 2   | 3   | 4   | 5   | 6   | 7   | 8       | 9   | 10      | 11  | 12  | 13  | 14  | Posição | Pontos |
| ---- | ---------------- | ---------- | ----------- | --- | --- | --- | --- | --- | --- | --- | ------- | --- | ------- | --- | --- | --- | --- | ------- | ------ |
| 1975 | Maki Engineering | Maki F101C | Cosworth V8 | ARG | BRA | RSA | ESP | MON | BEL | SWE | NED DNS | FRA | GBR DNQ | GER | AUT | ITA | USA | NC      | 0      |